# Tiếng Nauru
Tiếng Nauru hay Nauru(tên bản địa: Dorerin Naoero) là ngôn ngữ được khoảng 6.000 người dân ở Cộng hòa Nauru sử dụng.
Tiếng Nauru là một trong những ngôn ngữ châu Đại dương trong ngữ tộc Malay-Polynesia thuộc ngữ hệ Nam Đảo. Mối quan hệ với những ngôn ngữ thuộc ngữ hệ Micronesia khác vẫn chưa được chứng minh.

## Hệ thống chữ viết
Trong hệ thống chữ viết tiếng Nauru, ban đầu có 17 chữ cái được sử dụng:
- Năm nguyên âm: a, e, i, o, u
- Mười hai phụ âm: b, d, g, j, k, m, n, p, q, r, t, w

Các chữ cái c, f, h, l, s, v, x, y và z không được sử dụng. Với sự ảnh hưởng ngày càng tăng của ngoại ngữ (chủ yếu là tiếng Đức, tiếng Anh và tiếng Kiribati và một số ít tiếng Mã Lai), nhiều chữ cái đã được đưa vào bảng chữ cái Nauru. Ngoài ra, sự khác biệt ngữ âm của một vài nguyên âm nảy sinh, do đó các biến âm và âm vị có âm thanh nghe có vẻ tương tự khác được biểu thị bằng một dấu ngã.

### Nỗ lực cải cách ngôn ngữ năm 1938
Năm 1938, đã có một nỗ lực của một tổ chức tiếng Nauru và Timothy Detudamo (một chính trị gia và nhà ngôn ngữ học người Nauru ). làm cho chữ viết dễ đọc hơn đối với người châu Âu (Các nước sử dụng tiếng anh như Canada, Anh Bồ Đào ,Gibraltar và Akrotiri và Dhekelia và là một trong những ngôn ngữ chính thức của Cộng hòa Ireland, Bắc Ireland, Malta, Scotland, Wales, Đảo Man, Jersey, Guernsey và Liên minh châu Âu.)và người Mỹ. Giống như các nước khác như Trung Quốc, Việt Nam, ... , thì tiếng Nauru cũng có dấu phụ , càng nhiều dấu phụ và kí hiệu được thêm vào thì càng tốt cho việc biểu thị các âm vị khác nhau để nói lên sự đa dạng ngôn ngữ của Tiếng Nauru 1 phần không thể thiếu là phân biệt các từ vựng. Người ta đã quyết định cho vào một dấu mũ ở vị trí của dấu ngã trước đây, do đó các chữ "õ" và "ũ" được thay thế bằng "ô" và "û". Chữ "ã" được thay thế bằng "e".
Ngoài ra, chữ "y" đã được thêm vào để phân biệt với chữ "j" (puji) tiếng Anh. Do đó, những từ như ijeiji được đổi thành iyeyi. Ngoài ra, chữ "ñ" (đại diện cho âm mũi ngạc mềm) đã được thay thế bằng chữ "ng", để phân biệt chữ Tây Ban Nha Ñ, "bu" và "qu" được thay thế bằng "bw" và "kw", "ts" đã được thay thế bằng "j" (vì nó đại diện cho cách phát âm tương tự như chữ "j" tiếng Anh) và "w" viết ở cuối từ đã bị bỏ.
Mặc dù vậy, sự thây đổi đấy chỉ là một phần nhỏ: các biến âm "õ" và "ũ" vẫn được viết bằng dấu ngã. Tuy nhiên, các chữ cái "ã" và "ñ" hiện hiếm khi được sử dụng và được thay thế bằng chữ "e" và "ng", theo quy định của cải cách. Tương tự, việc viết các phụ âm kép "bw" và "kw" đã được thực hiện. Mặc dù chữ "j" thay thế cho "ts", một số cách viết vẫn sử dụng "ts". Ví dụ, các quận Baiti và Ijuw (theo cải cách viết là Beiji và Iyu) vẫn được viết với cách viết cũ. Chữ "y" phần lớn đã được chấp nhận rộng rãi.
Ngày nay, có tất cả 29 chữ cái Latinh được sử dụng.
- Nguyên âm: a, â, e, i, o, ô, u, û
- Bán nguyên âm: j
- Phụ âm: b, c, d, f, g, h, j, k, l, m, n, ñ, p, q, r, s, š, t, w, y, z

## Phương ngữ
Theo một báo cáo được xuất bản năm 1937 tại Sydney, có sự đa dạng về phương ngữ cho đến khi Nauru trở thành thuộc địa của Đức vào năm 1888, và cho đến khi các văn bản đầu tiên được xuất bản được viết bằng tiếng Nauru. Các phương ngữ này phần lớn khác nhau đến nỗi người dân ở các quận khác nhau thường gặp khó khăn trong việc thông hiểu lẫn nhau. Với sự ảnh hưởng ngày càng tăng của ngoại ngữ và sự gia tăng của các văn bản tiếng Nauru, các phương ngữ đã hòa chung thành một ngôn ngữ như tiếng anh tiêu chuẩn, được thúc đẩy thông qua các từ điển và bản dịch của Alois Kayser và Philip Delaporte.